# فرانکو سلواجی

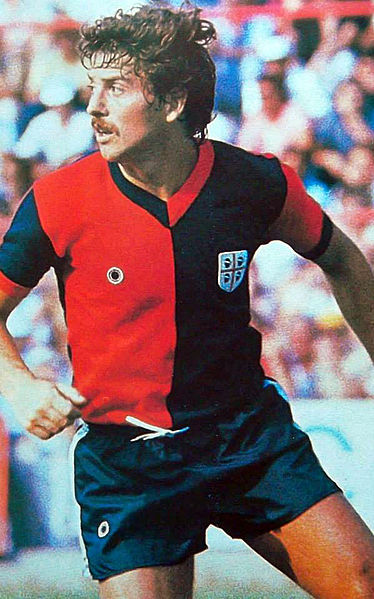
فرانکو سلواجی

فرانکو سلواجی (به ایتالیایی: Franco Selvaggi) بازیکن فوتبال و اهل ایتالیا است که از سال ۱۹۸۱ میلادی عضو تیم ملی فوتبال ایتالیا بوده و در ۳ بازی ملی حضور داشته‌است. او در بازی‌های ملی‌اش گلی به ثمر نرساند.
فرانکو سلواجی آخرین بازی ملی خود را در سال ۱۹۸۲ میلادی انجام داد.